# Савоя ди Лукания
Саво̀я ди Лука̀ния (на италиански: Savoia di Lucania, до 1879 г. Salvia di Lucania, Салвия ди Лукания) е село и община в Южна Италия, провинция Потенца, регион Базиликата. Разположено е на 720 m надморска височина. Населението на общината е 1143 души (към 2013 г.).